# Так сказав Чарлі
«Так сказав Чарлі» (англ. Charlie Says) — американська біографічна драма 2018 року режисера Мері Гаррон з Меттом Смітом у головній ролі, він зіграв Чарлза Менсона.
Світова прем'єра стрічки відбулась 2 вересня 2018 року на 75-му Венеційському міжнародному кінофестивалі та 10 травня 2019 року вийшла в прокат у США за сприяння IFC Films.

## Сюжет
Троє молодих людей Текс Вотсон, Сузан «Седі» Аткінс, Патрісія «Кеті» Кренвінкел і Лінда Касабіан викидають закривавлений мішок з одягом на узбіччя та їдуть на попутці до кафе.
Через три роки. Седі, Кеті та Леслі Лулу знаходяться в сусідніх камерах Каліфорнійської тюрми для жінок. Викладач університету, Фейт, починає курс занять з ними. Ув'язнені згадують своє життя на ранчо.
На ранчо Спен, де живе «Сім'я» Чарлза Менсона з'являється Леслі, яка вливається в колектив, знайомиться з правилами: читати можна тільки Біблію, жінки не повинні мати грошей. Вона разом з іншими мешканцями ранчо починає вживати наркотики, їздити збирати їжу зі смітників, слухати проповіді лідера секти. Менсон дає Леслі нове ім'я Лулу та офіційно приймає в «Сім'ю». Після зустрічі з музичним продюсером Террі Мелчером Менсон сікається до однієї з дівчат і жорстоко б'є. На ранчо приїздять байкери. Менсон наказує догодити їм, щоб заручитися їхньою підтримкою у конфлікті з афроамериканцями. У відсутності Чарлза Лулу спить з одним з байкерів, через що Менсон лютує. Байкери пропонують їй поїхати з ними, але вона відмовляється.
Менсон їде до Мелчера, акторка Шерон Тейт повідомляє, що продюсер переїхав в Малібу. Повернувшись на ранчо, він закликає всіх до активних дій. Члени «Сім'ї» вбивають вагітну Шерон Тейт і її гостей. Чарлз залишається незадоволеним, тому організовує новий злочин, на якому хоче бути присутня і Лулу. Група прокрадається в будинок подружньої пари. Текс вбиває чоловіка, а потім його дружину, з якою не могли впоратись дівчата. Текс дає ніж Лулу, вона б'є ним мертве тіло.
Перед фінальними титрами Леслі забороняє називати її Лулу. У фінальних титрах повідомляється, що Фейт товаришувала з дівчатами до своєї смерті у 2017 році. Після п'яти років суворого режиму дівчат перевели в камери загального утримання. Сузан Аткінс померла від раку головного мозку у 2009 році Патрісія Кренвінкел і Леслі Ван Гаутен по цей час знаходяться у в'язниці.

## У ролях
| Актор                | Роль                |
| -------------------- | ------------------- |
| Ганна Мюррей         | Леслі Ван Гаутен    |
| Сосі Бейкон          | Патрісія Кренвінкел |
| Маріанн Рендон       | Сузан Аткінс        |
| С'юкі Вотергаус      | Мері Браннер        |
| Метт Сміт            | Чарлз Менсон        |
| Меррітт Вівер        | Карлін Фейт         |
| Чейс Кроуфорд        | Текс Вотсон         |
| Аннабет Гіш          | Вірджинія Карлсон   |
| Джеймс Тревена-Браун | Денніс Вілсон       |
| Браян Едріан         | Террі Мелчер        |
| Кейлі Картер         | Лінетт Фромм        |
| Індія Енненга        | Лінда Касабіан      |
| Ден Оліво            | Лено Лаб'янка       |
| Бріджер Задіна       | Пол Воткінс         |
| Ліндсі Фарріс        | Джей Себрінг        |
| Грейс Ван Діен       | Шерон Тейт          |

## Виробництво
У січні 2016 року було оголошено, що Мері Гаррон буде режисером фільму за сценарієм Гвіневер Тернер, який заснований на житті та злочинах Чарлза Менсона та його послідовників.
У лютому 2018 року розпочався кастинг, Метт Сміт отримав роль Менсона, а Ганна Мюррей, Одесса Янг, Маріанна Рендон, Меррітт Вівер, Карла Гуджино, Кейлі Картер і С'юкі Вотергаус отримали ролі другого плану. У березні 2018 року до них приєдналися Чейс Кроуфорд і Сосі Бейкон, а Гуджино більше не брала участь у фільмі. Аннабет Гіш приєдналася до фільму у квітні.

## Випуск
Світова прем'єра відбулась на Венеційському кінофестивалі 2 вересня 2018 року. Незабаром компанія IFC Films придбала американські права на розповсюдження фільму. Реліз фільму у США відбувся 10 травня 2019 року.

## Сприйняття
На вебсайті Rotten Tomatoes рейтинг фільму становить 52 % на основі 54 оглядів із середньою оцінкою 5,72 / 10. У консенсусі сайту зазначено: «„Так сказав Чарлі“ підійшов до своєї сумнозвісної теми під новим кутом зору, але страждає від невтішної недостатньої глибини в трактуванні цієї історії». На Metacritic фільм має рейтинг 49 зі 100 на основі 6 відгуків, що вказує на «змішані або середні відгуки».